# I Believe in Miracles
«I Believe in Miracles» es una canción de la banda estadounidense de punk rock, Ramones, incluida en el disco Brain Drain de 1989.